# Lemoore Station
Lemoore Station – jednostka osadnicza w Stanach Zjednoczonych, w stanie Kalifornia, w hrabstwie Kings.